# 帕斯热瓦提河
帕斯热瓦提河，位于中华人民共和国新疆维吾尔自治区西部的一条河流，是塔什库尔干河左岸支流，发源于克孜勒苏柯尔克孜自治州阿克陶县南部慕士塔格峰冰川东端，源流有二条：北源为羊布拉克河，发源于孔格尔艾拉克山海拔4918米的吐尔布隆达坂、海拔4930米的灭尔开达坂和海拔4827米的羊哥达坂，河长29千米；南源为塔勒巴什河，发源于海拔5332米的米卡拉特尔山东麓，河长20千米。两源由西向东流，于当格恰特附近汇合后，干流始称“帕斯热瓦提河”。干流自汇合口后逐渐转向南流，经阿克陶县恰尔隆乡托依鲁布隆村、巴勒达灵窝孜村等地后进入喀什地区塔什库尔干塔吉克自治县境内，于塔什库尔干县库科西鲁格乡乌鲁本克以东约1.7千米汇入塔什库尔干河。河流全长58千米，流域面积930平方千米，年均径流量约0.5亿立方米。